# Gospin Otok
Gospin Otok, predjel u gradu Solinu, od izuzetne važnosti za hrvatsku nacionalnu povijest i kulturu. Smješten je na otoku na rječici Jadro.
Važan je i za starohrvatsku povijest. Na njemu je don Frane Bulić (1846. – 1934.), tijekom radova, našao temelje crkve svete Marije i crkve svetog Stjepana u kojoj su bili pokopani članovi hrvatske vladarske kuće. Iz tog razdoblja datira predromanička trobrodna bazilika u kojoj je Bulić pronašao ostatke sarkofaga hrvatske kraljice Jelene.
Na njemu je 1998. godine bio susret pape Ivana Pavla II. s hrvatskom mladeži, za njegovog posjeta Hrvatskoj.
Od 4. listopada 2013. godine na Gospinu otoku gradila se bazilika sv. Obitelji, čija je posveta 5. rujna 2020. godine.

## Vanjske poveznice
- Gospin Otok - solin.hr
- Gospin Otok - solin-info.com  Arhivirana inačica izvorne stranice od 19. ožujka 2017. (Wayback Machine)